# Khreokratia
Khreokratia (en grec, Χρεοκρατία; literalment, «Deutocràcia») és un documental dels periodistes Katerina Kitidi i Aris Khatzistefanu estrenat el 2011 i centrat en les causes de la crisi del deute grec de 2010 i les possibles solucions que no estava considerant el govern del país.

## Argument
El documental obre amb les declaracions dels primers ministres grecs, del dictador Georgios Papadópulos i de Dominique Strauss-Kahn, director gerent del Fons Monetari Internacional, i acabant amb algunes de les figures més rellevants de la política grega des de la Metapolítefsi: Andreas Papandreu, Konstantinos Mitsotakis, Kostas Simitis, Kostas Karamanlís i Georgios Andreas Papandreu. El focus es desplaça a l'avantsala de la crisi financera global i els seus orígens en la dècada de 1970. Entrevistats de perfil filosòfic i econòmic assenyalen la no viabilitat de l'euro i la seva contribució a l'empitjorament de les finances de Grècia a causa d'una pèrdua sistemàtica de competitivitat en els mercats per part dels PIGS.
Entre els entrevistats, destaquen David Harvey, geògraf i teòric social; Hugo Arias, president del comitè d'anàlisi del deute de l'Equador; Samir Amin, economista; Gerard Dumenil; Costas Lapavitsas, economista; Alain Badiou, filòsof; Manolis Glezos, membre de la Resistència grega i polític d'esquerres; Avi Lewis, periodista i director de cinema i Sahra Wagenknecht, política alemanya.

## Producció
El documental es va distribuir en línia des del 6 d'abril de 2011 sota una llicència Creative Commons BY-SA 3.0 i la productora va assegurar que no tenia cap interès en l'explotació comercial del projecte. El documental està disponible en grec i en anglès i està subtitulat en francès, castellà, italià i portuguès. L'equip de producció del documental va reconèixer que els productors eren totes aquelles persones que havien donat diners per finançar el projecte.

## Recepció
Khreokratia va atreure considerable atenció en la Ιnternet; mig milió de persones van veure el documental en tan sols els primers cinc dies de llançament, segons els autors. Va rebre crítiques variades pels mitjans de comunicació grecs i internacionals, tant pel seu ús de l'economia com per la seva voluntat propagandística. Les veus crítiques van desaprovar la comparació entre Grècia i l'Argentina o l'Equador, i la manca d'oposició de punts de vista.
La pel·lícula va ser adaptada en un llibre, sota el mateix títol i el mateix contingut, si bé, enriquit amb articles i referències bibliogràfiques.